# My Body (livre)
Pour l’article homonyme, voir My Body.
My Body est un livre rédigé par la mannequin américaine Emily Ratajkowski retraçant sa carrière en tant que mannequin, sorti le 19 octobre 2021.
Le livre est décrit comme étant « Une exploration personnelle et incarnée du féminisme, de la sexualité et du pouvoir ». 

## Contexte
Le mannequin rédige un essai dans le magazine New York pendant le confinement lié à la pandémie de Covid-19 en 2020,.  
Elle décide alors d'écrire un livre retraçant sa carrière de mannequin, en parlant d'agressions sexuelles qu'elle a subies de la part d'hommes qu'elle a côtoyés tels que Jonathan Leder, un photographe ou encore Robin Thicke, un chanteur, de son premier petit-ami qui la viole et du mouvement MeToo,,. Elle parle également de sa grossesse, du féminisme, de l'industrie de la mode et de son amitié avec diverses célébrités comme Amy Schumer,,.